# Wielkopolskie Zakłady Teleelektroniczne „Telkom-Teletra” im. Karola Świerczewskiego

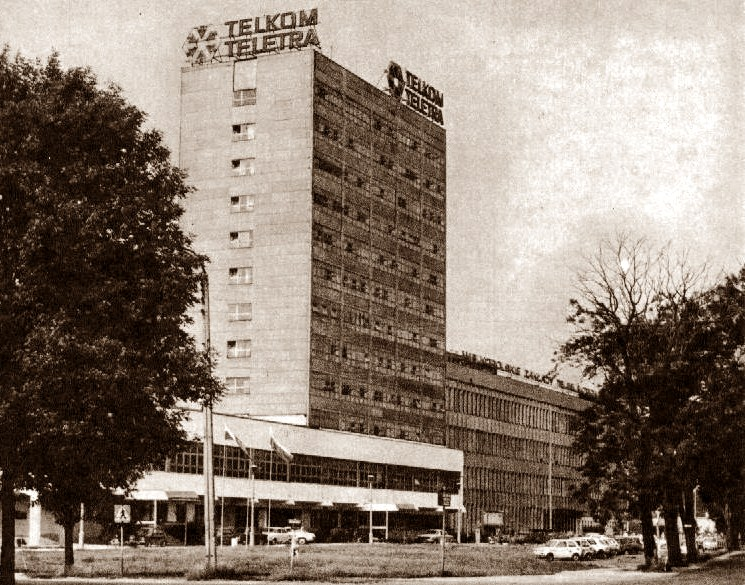

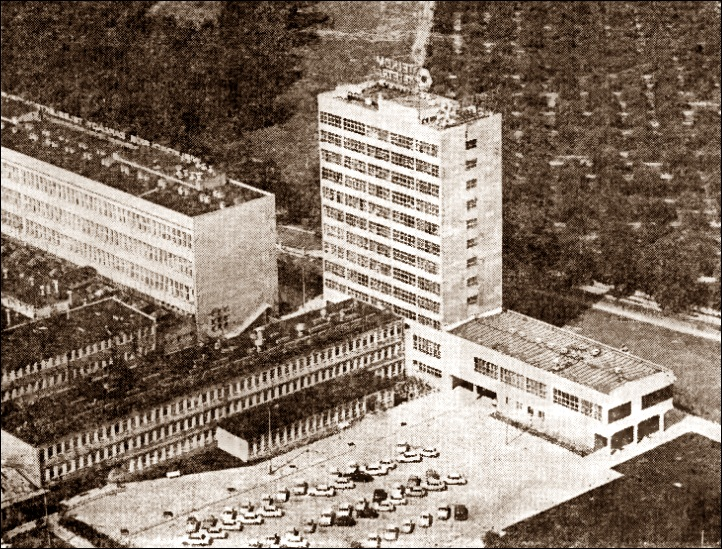
Zakłady przy ul. Marcelińskiej w 1978 roku

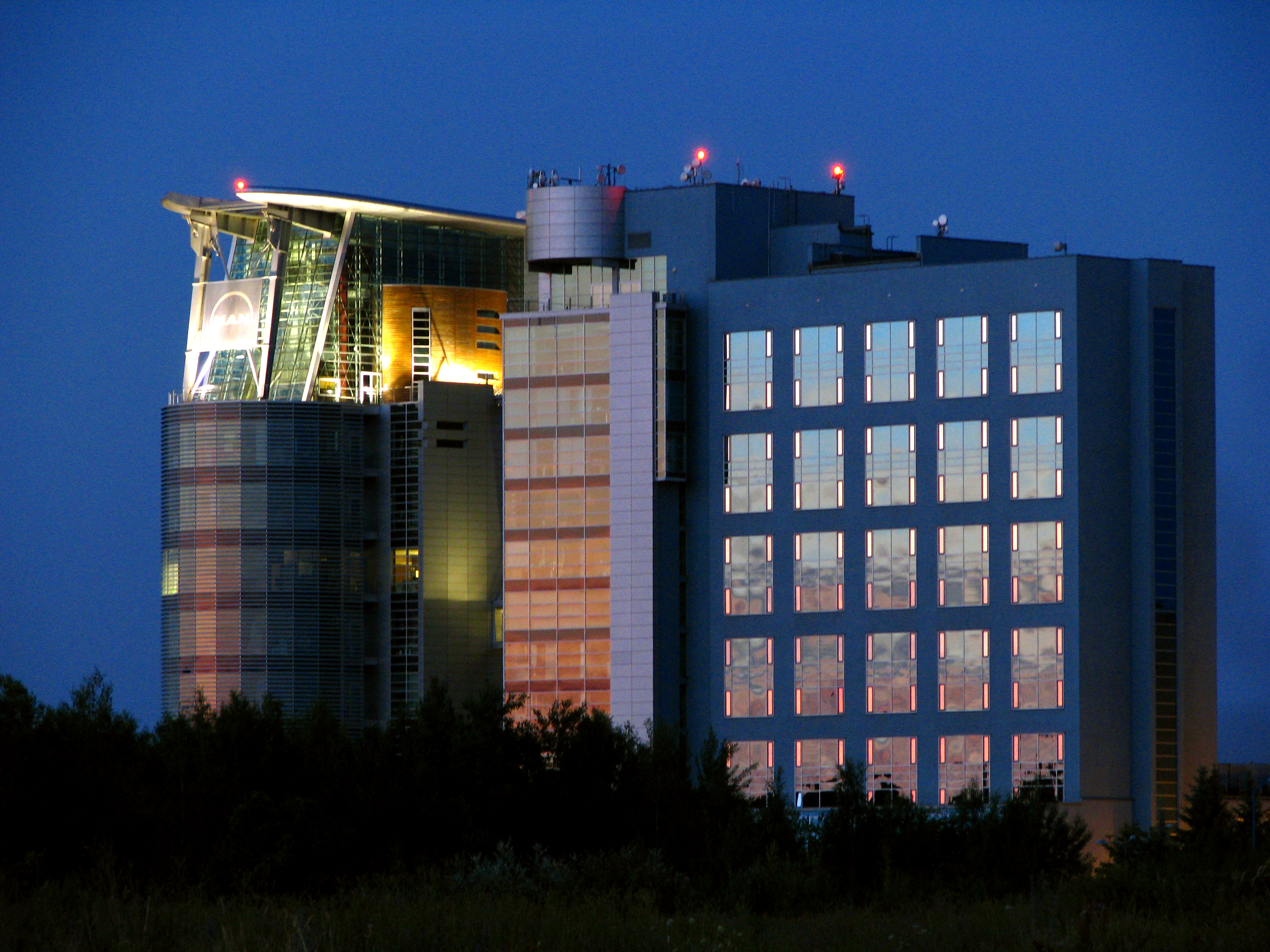
Widok w XXI wieku

Wielkopolskie Zakłady Teleelektroniczne „Telkom-Teletra” im. Karola Świerczewskiego – jedno z większych przedsiębiorstw państwowych w Poznaniu, działające od 1954, należące do Zjednoczenia Przemysłu Teleelektronicznego Telkom produkujące przede wszystkim urządzenia telekomunikacyjne. W latach 90. XX wieku sprywatyzowane, następnie w likwidacji pod nazwą Alcatel Teletra Spółka Akcyjna w likwidacji.

## Historia
W 1952 z Okręgowej Składnicy Materiałów Teletechnicznych wydzielono Okręgowe Warsztaty Teletechniczne w Poznaniu, które z 1 lipca 1954 zyskały samodzielność jako Zakłady Produkcji Pomocniczej Łączności Ł–3 w Poznaniu. Z początku Zakłady miały siedzibę przy ul. Głogowskiej 19 w Poznaniu. W 1958 Zakłady zostały przekazane do zarządu przemysłu ciężkiego i funkcjonowały pod nazwą Wielkopolskie Zakłady Teletechniczne T–7 w Poznaniu. Weszły w skład Zjednoczenia Przemysłu Teletechnicznego w Warszawie. W 1964 zmieniono nazwę na Wielkopolskie Zakłady Teletechniczne „Teletra” i rozpoczęto budowę obiektów przy ul. Marcelińskiej 92/94 w Poznaniu. Trwała ona od 1964 do 1967. 19 lipca 1969 oddano do użytku nową część zakładu. W latach 1971–1974 rozbudowano i zmodernizowano przedsiębiorstwo. 
W 1972 zakład zakupił licencję na produkcję central systemu Citedis od CIT-Alcatel. W 1972 w związku z przystąpieniem do Zjednoczenia Przemysłu Teleelektronicznego Telkom nazwa zakładu została zmieniona na Wielkopolskie Zakłady Teleelektroniczne „Telkom–Teletra”.
Imię Karola Świerczewskiego zakład otrzymał 24 lutego 1977 z okazji I Ogólnopolskiego Zlotu Walterowców oraz 80. rocznicy urodzin gen. Świerczewskiego. Zakład uczestniczył także w II Zlocie 22 lutego 1987.
Po częściowym przejęciu zakładu przez firmę Alcatel w 1990, pracownicy części wydziałów utworzyli własne firmy produkujące urządzenia wzorowane na tych produkowanych wcześniej w Teletrze. Były to m.in. Teletra Komtrans S.A. (17 września 1991), której pierwszym prezesem był Andrzej Głowiak, Telpros.
Po 1992 zakład sprywatyzowano, a na początku XXI wieku rozpoczęła się procedura likwidacji. 

### Nazwy
- 1954 – 1958: Zakłady Produkcji Pomocniczej Łączności Ł–3 w Poznaniu
- 1958 – 1964: Wielkopolskie Zakłady Teletechniczne T–7 w Poznaniu
- 1964 – 1972: Wielkopolskie Zakłady Teletechniczne „Teletra”
- 1972 – 1977: Wielkopolskie Zakłady Teleelektroniczne „Telkom–Teletra”
- od 1977: Wielkopolskie Zakłady Teleelektroniczne „Telkom-Teletra” im. Karola Świerczewskiego

### Dyrektorzy
- 16 stycznia 1960 – 30 kwietnia 1970: Edward Palacz[10]
- 1970 – 1991: Jan Kołodziejczak[11][12]
- 1991 – 31 marca 1993: Andrzej Grześkowiak[13]

## Produkowane urządzenia

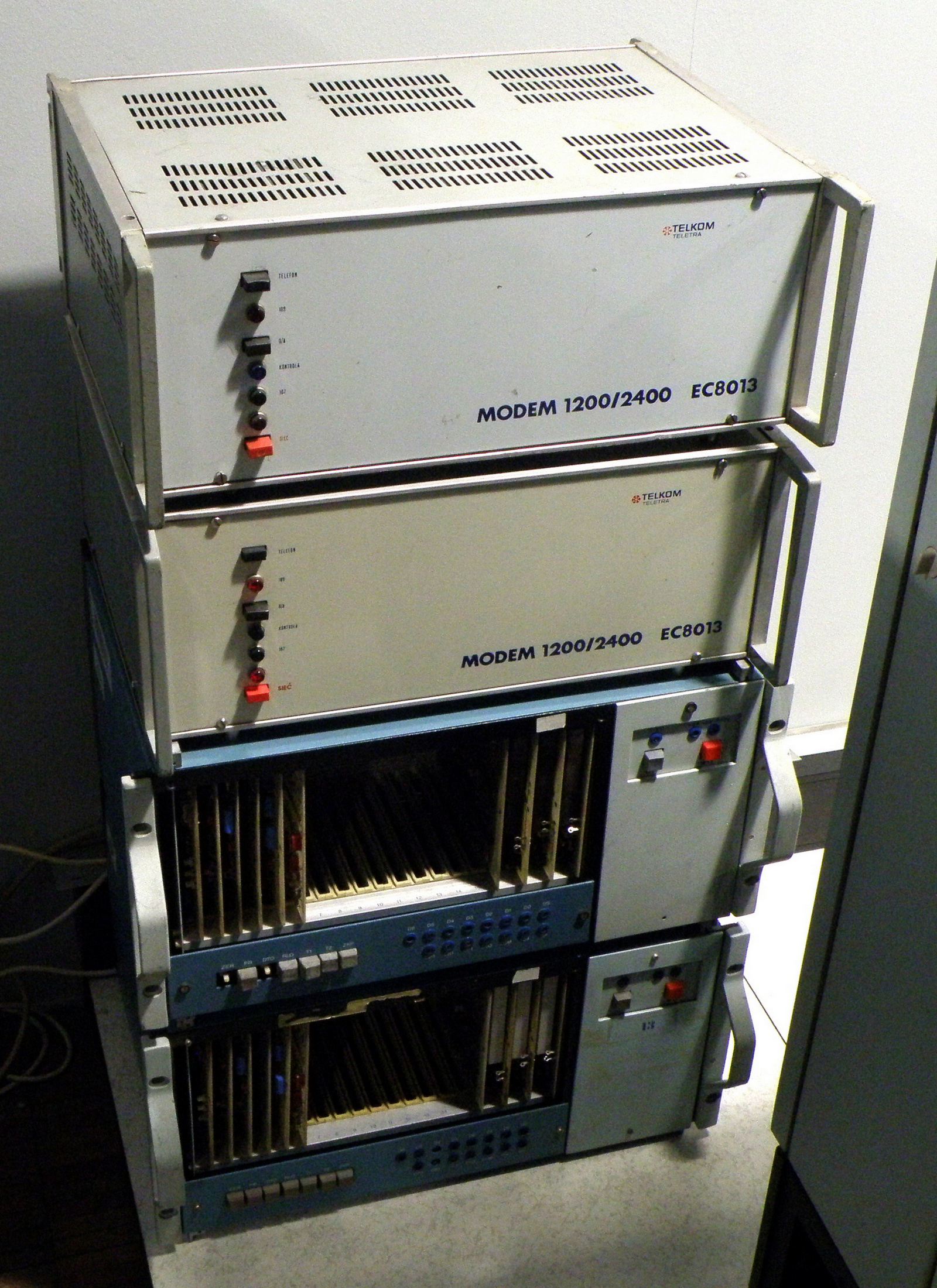
Modemy 1200/2400 EC8013 w zbiorach Muzeum Historii Komputerów i Informatyki w Katowicach

- centrale telefoniczne: system 10 (Citedis), system 12, EACT-MK[14]
- modemy: 600/1200[15], 1200/2400
- systemy wielokrotne:
  - telegrafii: TgFM[16]
  - telefonii: UM-TCK30TC
- inne: TgS-1 Dudek

## Wyróżnienia i nagrody
- 1971 – nagroda zespołowa II stopnia Naczelnej Organizacji Technicznej: Edmund Bittner, Marian Cylka, Franciszek Kierzek, Józef Marcinkowski, Jan Ric - za opracowanie i wdrożenie do produkcji urządzeń dla automatyzacji systemu łączności w energetyce[17].
- 1974 – nagroda zespołowa II stopnia Naczelnej Organizacji Technicznej: Jerzy Bulski, Henryk Pawlicki - za projekt elektronicznej translacji dalekopisowej ETD[18]